# نایدرولتس
نایدرولتس (به آلمانی: Niederwölz) یک منطقهٔ مسکونی در اتریش است که در مورو واقع شده‌است. نایدرولتس ۱۰٫۲۶ کیلومتر مربع مساحت دارد ۷۴۸ متر بالاتر از سطح دریا واقع شده‌است.